# El siciliano (novela)
El siciliano (título original: The sicilian) es una novela del género épico, acerca del legendario bandido siciliano Salvatore Giuliano; obra del escritor estadounidense Mario Puzo, publicada en 1984 por la editorial Random House Publishing Group. Ciertas personas consideran esta novela como una secuela de El padrino, novela que Puzo había escrito en 1969.

## Argumento
La historia transcurre entre 1943 y 1950. Presentando a Michael Corleone al final de sus tres años de exilio en Sicilia, en 1950, pero antes de regresar a Norteamérica debe traer consigo a Salvatore Giuliano por pedido de su padre, Don Vito Corleone.
En 1943 el joven Salvatore "Turi" Giuliano y, su primo y amigo de la infancia, Gaspare "Aspanu" Pisciotta se rebelan contra una patrulla de carabiniere que los encuentran traficando alimentos desde Corleone hacia su pequeña aldea natal de Montelepre.
A partir de aquel momento se refugiarán en las montañas de la zona noroccidental de Sicilia, donde Giuliano comienza a planear sus estrategias para luchar por los menesterosos sicilianos que se encuentran bajo el yugo de la Mafia y la corrupción del Gobierno de Roma; junto a su banda formada por su mano derecha Aspanu Pisciota, Terranova y Passatempo, el cabo Canio Silvestro y Stefan Andolini. Convirtiéndose en una leyenda y un héroe de su época.
Ya hacia 1948 la creciente popularidad de Turi y su banda, preocupa al jefe de la Mafia Don Croce Malo, "el alma buena"; que veía en Giuliano al hijo que nunca tuvo y al heredero de su imperio, por lo que le prometió obtener un indulto. Pero la desconfianza de Turi lo obligan a traicionar sus planes. 
En Portella delle Ginestre, Salvatore fue traicionado por Passatempo quien desató una masacre ordenando disparar contra una multitud, en la que se encontraban mujeres y niños, la cual solo debía ser dispersada con disparos al aire y sin dañar a nadie. Giuliano descubre que todo fue planeado por Don Croce para ensuciar su reputación e impedir que obtuviera el prometido indulto.
Salvatore planea entonces una vendetta contra "el alma buena" asesinando a seis jefes de la Mafia local. Aquella decisión marca el comienzo del fin de la banda de Giuliano, las complejas traiciones y su trágico desenlace.
Los crímenes de la banda de Giuliano resultaron un verdadero problema al Gobierno de Roma. Y las amenazas de Turi acerca de un Testamento que podía incriminar al primer ministro de mantener contactos con los Capo di Capi (la Mafia local), obligan al Gobierno Italiano a crear las Fuerzas Especiales para la Represión del Bandidaje bajo las órdenes del Coronel Luca, que contaba con cinco mil hombres especializados.
De vuelta en 1950 Michael envía por medio de Peter Clemenza el Testamento a Norteamérica, en caso de que Turi Giuliano sea asesinado, el Padrino lo publicaría incriminando así al primer ministro Trezza.
Sin embargo las inexorables traiciones se estaban gestando dentro de la banda de forajidos. Finalmente el resentimiento hacia Turi y su lenta caída indujeron a Pisciotta a traicionarlo para asegurar su futuro. Ya que sostenía que en América Turi estaría a salvo y él se encontraría constantemente refugiándose en los montes .
Antes de su encuentro con Michael Corleone y de su escape a Norteamérica, Giuliano fue asesinado a sangre fría por Gaspare Pisciotta en las ruinas Griegas llamadas la Acrópolis de Selinunte la noche del 5 de julio de 1950.
Pese a la promesa de Michael de hacer público el Testamento de Giuliano en caso de su asesinato, Don Corleone insistió en lo contrario ya que había hecho un pacto con Don Croce Malo para que le ayudara a regresar a su hijo sano y salvo a su hogar.
Gaspare Aspanu Pisciotta murió envenenado en su celda de la prisión de Ucciardone. Hector Adonis, padrino y confidente de Turi Giuliano, colocó una nota en el bolsillo de Pisciotta que decía: "Así mueren todos los que traicionan a Giuliano", al igual que Salvatore hacia con los traidores en sus días de forajido.
- Datos: Q960155